# Микита Ґалаґан
Микита Ґалаґан (пом. 16 травня 1648) — легендарний український національний герой, який напередодні Корсунської битви 16 травня 1648 року за дорученням Богдана Хмельницького свідомо пішов на тортури та смерть, аби видати ворогу дезінформацію про кількість і розташування козацьких військ і завів 25-тисячне польське військо в хащі, що дало змогу козакам атакувати з вигідної для них позиції. У результаті військо поляків було повністю знищене — у козацький полон потрапило 18 тисяч польських військових, зокрема вся військова верхівка Речі Посполитої — 80 командирів різного рангу включно з гетьманами Потоцьким і Калиновським.
Подвиг Микити Ґалаґана став хрестоматійним і ввійшов до шкільних підручників та довідників з історії козаччини.
У кінематографі епізод історії Ґалаґана використав Єжи Гофман у багатосерійному художньому фільмі «Вогнем і мечем».

## Біографія
Микита  народився в м. Корсуні, походив зі старовинного козацького роду — козаками були його батько, дід і прадід. З часів гетьмана Сагайдачного в козаків було заведено давати дітям освіту, тож за наполяганням батька Микита вступив до бурси Київського Братства, яку Ґалаґан згодом успішно закінчив і був записаний до реєстру козаків.
Під час повстання під проводом Тараса Трясила Ґалаґан приєднався до повсталих і брав участь у походах. Після повстання Ґалаґан покинув Корсунь і пішов на Січ. Через рік у складі виписаних з реєстру козаків під проводом Остряниці та Гуні брав участь у черговому козацькому повстанні. Воно було придушене і козаки відступили за пороги. Після цього Ґалаґана виписали з козацького реєстру.
Через два роки Микита знову взяв участь у повстанні — цього разу під проводом запорізького ватажка Півтора-Кожуха. Це повстання також успіху не мало.
Після повернення на Січ Ґалаґан приєднався до війська отамана Максима Гулака, який за винагороду погодився виступити на боці турецького султана проти персів, брав участь у поході через Кубань і Кавказ до Персії, де в боях захопив трофеями багато золота. Повернувшись з походу, Ґалаґан вирішує за гроші викупити собі козацькі права.
Почувши, що Богдана Хмельницького, якого він добре знав раніше, призначено чигиринським сотником, Ґалаґан попрямував до нього і розповів про свої пригоди. Хмельницький пообіцяв допомогти відновити Микиту в усіх правах і написав відповідне прохання князю Яремі Вишневецькому. За п'ять тисяч золотих той погодився виписати Ґалаґана з холопів у міщани, але про відновлення його на козацьких правах та повернення майна не хотів і чути.
1647 року Ґалаґан уже вільною і багатою людиною повернувся до Корсуня. Попри те, що в реєстровому козацтві він так і не був відновлений і значився міщанином, Микита носив шаблю і вважав себе козаком. Приблизно тоді ж у Корсуні Ґалаґан познайомився з Єфросинією — дочкою реєстрового козака Данила Цимбалюка, з якою згодом  одружився, оселившись у будинку Данила.
У березні з Черкас прибув син Данила Василь, який служив там реєстровим козаком. На той момент йому виповнилося 15 років. Василь приніс тривожну новину про те, що сотник Хмельницький утік на Січ з метою підняти повстання, у зв'язку з чим гетьман Потоцький віддав наказ реєстровим козакам зловити й полонити Хмельницького. Василь був приписаний до війська, яке з цією метою повинне було вирушити в похід, як тільки на Дніпрі зійде крига.
Через деякий час з боку Богуслава в Корсунь увійшли війська гетьмана Потоцького і стали біля замку. Ґалаґан вирішив розвідати, які сили польських військ, і вирушив до них з надією знайти когось зі знайомих. Там він зустрів свого товариша Дороша Білика, якого за непослух перевели з козаків у драгуни. У бесіді з Біликом Ґалаґан отримав цінну інформацію та повернувся додому — якраз вчасно, щоб урятувати честь дружини, від гайдука-зайди. Вбивши нападника і рятуючись від переслідування, Микита втік з Корсуня, в яру біля Стеблева зібрав ватагу з таких же втікачів, як він, і став табором поблизу Крутого Байрака. Майже щодня до них приходили нові втікачі, загін уже налічував три сотні осіб. Козаки перекопали шлях із Корсуня на Богуслав, на шляху ймовірного руху польських підрозділів рили й маскували вовчі ями, організовували завали.
Періодично козаки посилали розвідку до Корсуня. Одного разу розвідники принесли інформацію, що поляки будують укріплення поблизу Корсуня і вздовж річки Рось, що свідчило про місце майбутнього поля бою. Ґалаґан вирішив виступити з ватагою на південь назустріч Хмельницькому, щоб передати ті відомості про супротивника, які вдалося зібрати. Частину загону Микита залишив для спостереження за діями польських військ та ведення розвідки.

## Історія подвигу
Діставшись табору запорожців, Ґалаґан приєднується до війська Хмельницького. Інформація про розташування та чисельність польських військ, яку приніс Ґалаґан, виявилася дуже доречною — сил у запорожців було недостатньо, щоб штурмувати укріплення противника. На раді в присутності Хмельницького, Богуна, Нечая, Кривоноса, Джалалія та Виговського ухвалили рішення завести противника в засідку до заздалегідь підготовленого Ґалаґаном місця. Для цього потрібен був доброволець, який міг би найнятися до ворога провідником. Виконати цю місію зголосився Ґалаґан. Рішення було схвалене всією радою.
Коли військо Хмельницького підійшло до Корсуня, Ґалаґан уночі показав Кривоносу, де приготовані ними рови, ями й засідки, та попрямував у бік Корсуня. Добравшись до ворожих укріплень, Ґалаґан почав повзати вздовж них, періодично встаючи, щоб видатися за козацького розвідника. Помітивши його, четверо гусарів полонили Ґалаґана і привели до польського штабу.
Допит Ґалаґана вів особисто Потоцький. На всі питання Микита відповідав відмовою, знаючи, що повірять тільки тому, що сказано під тортурами. Потоцький покликав ката, який розжарив залізо і став палити ним спину Микити. Під тортурами Ґалаґан «зізнався» і розповів, що війська у Хмельницького дуже багато, а ще з ним татари та незабаром до них приєднається сам кримський хан зі своєю ордою, і що Джалалій з Кривоносом обходять їх з тилу. Потоцький вирішив відходити лісом. Дізнавшись, що Ґалаґан родом з цих місць, польські командири під страхом смерті наказали вивести їх з-під Корсуня, на що Ґалаґан "погодився". До того часу козаки Кривоноса вже перекопали всі ймовірні шляхи відходу противника глибокими ровами й завалили дороги стовбурами дерев.
На світанку Ґалаґан повів поляків через ліс у заздалегідь приготовлені засіки й рови. Коли половина війська увійшла в ліс, на решту напали загони Нечая і Богуна, а з тилу підійшло основне військо Хмельницького. Джалалій, обійшовши Корсунь, ударив з правого флангу, а Морозенко і Чорнота з лівого. Серед противника почалася паніка; відбиваючись від козаків, польське військо йшло понад крутим яром, після чого дісталося засіки — її почали розбирати, але кіннота запанікувала і спробувала об'їхати засіку, збільшуючи тисняву і хаос.
Калиновський звинуватив Ґалаґана в тому, що він їх завів у пастку, на що Ґалаґан відповів, що не знав цього. Розібравши завал, поляки рушили далі. Багато возів з обозу довелося кинути тут же. Далі шлях став ще складнішим, вози один по одному зривалися в яр. Праворуч і ліворуч наступали козаки, а із засідки вдарили заздалегідь встановлені гармати Кривоноса. Побачивши, що відбувається, Калиновський під'їхав до Ґалаґана і зарубав його шаблею. Бойові порядки урядових військ порушилися, почалася паніка, через відкритий фланг у табір увірвалися козаки, довершивши розгром.

## Вшанування пам'яті

Пам'ятник Микиті Ґалаґану у Чигирині. Ідея І.Жолудя, виконав скульптор В. В. Димйон.

2012 року в Чигирині біля будівлі музею Богдана Хмельницького на честь 500-річчя Чигирина коштом сім'ї Лютенків-Левіних (Гомель, Москва) Микиті Ґалаґану встановлений пам'ятник.